# نوآ بامباک
نوآ بامباک (انگلیسی: Noah Baumbach؛ زادهٔ ۳ سپتامبر ۱۹۶۹) کارگردان، فیلم‌نامه‌نویس و تهیه‌کننده آمریکایی است. او برای نوشتن فیلم‌نامهٔ ماهی مرکب و نهنگ (۲۰۰۵) و داستان ازدواج (۲۰۱۹) که همچنین کارگردانشان بود، نامزد دریافت دو جایزهٔ اسکار بهترین فیلم‌نامه غیراقتباسی شده‌است. او چند فیلم دیگر از قبیل مارگو در مراسم عروسی، گرین‌برگ، فرانسیس‌ها، تا وقتی جوانیم، دلبر آمریکا و داستان‌های مایروویتز را نویسندگی و کارگردانی کرده‌است.

## زندگی و حرفه
نوآ بامباک در بروکلین نیویورک از پدری نویسنده و منتقد به دنیا آمد و در همان‌جا بزرگ شد. همسر او جنیفر جیسن لی بازیگر سینما بود که در سال ۲۰۰۵ با او ازدواج کرد و در سال ۲۰۱۳ از هم جدا شدند. بامباک  هم‌اکنون با گرتا گرویگ در نیویورک و لوس‌آنجلس زندگی می‌کند.
نخستین فیلم او لگدزنان و جیغ‌کشان (۱۹۹۵) بود که در سال ۱۹۹۶ در جشنواره فیلم نیویورک با موفقیت روبرو شد و به عنوان نخستین اثر یک کارگردان، مورد ستایش قرار گرفت. بعد از ساختن چند فیلم دیگر، در سال ۲۰۰۵، فیلم ماهی مرکب و نهنگ را ساخت. این فیلم نامزد جایزه‌های ایندیپندنت اسپیریت و اسکار شد.
بامباک با دوست دیرینه‌اش وس اندرسون کارگردان آمریکایی در نوشتن فیلم‌نامه فیلم‌های آقای فاکس شگفت‌انگیز و «زندگی در آب با استیو زیسو» همکاری داشته‌است. اندرسون تهیه‌کننده گی ماهی مرکب و نهنگ را نیز بر عهده است. او همچنین کارگردانی قسمت‌هایی از چند مجموعه‌های تلویزیونی را به عهده داشته و در برخی از فیلم‌های خود بازی کرد ه‌است.

## فیلم‌شناسی
| سال  | عنوان                                | کارگردان | نویسنده | تهیه‌کننده | توضیحات                      |
| ---- | ------------------------------------ | -------- | ------- | --------- | ---------------------------- |
| ۱۹۹۵ | Kicking and Screaming                | آری      | آری     | نه        |                              |
| ۱۹۹۷ | های‌بال                               | آری      | آری     | نه        |                              |
| ۱۹۹۷ | آقای حسادت                           | آری      | آری     | آری       |                              |
| ۲۰۰۰ | Conrad & Butler Take a Vacation      | آری      | آری     | نه        | فیلم کوتاه                   |
| ۲۰۰۴ | زندگی در آب با استیو زیسو            | نه       | آری     | نه        |                              |
| ۲۰۰۵ | ماهی مرکب و نهنگ                     | آری      | آری     | نه        |                              |
| ۲۰۰۷ | مارگو در مراسم عروسی                 | آری      | آری     | نه        |                              |
| ۲۰۰۹ | الکساندر آخر                         | نه       | نه      | آری       |                              |
| ۲۰۰۹ | آقای فاکس شگفت‌انگیز                  | نه       | آری     | نه        |                              |
| ۲۰۱۰ | گرین‌برگ                              | آری      | آری     | نه        |                              |
| ۲۰۱۲ | ماداگاسکار ۳: تحت تعقیب‌ترین‌های اروپا | نه       | آری     | نه        |                              |
| ۲۰۱۲ | فرانسیس ها                           | آری      | آری     | آری       |                              |
| ۲۰۱۴ | اونجوری بامزه است                    | نه       | نه      | آری       |                              |
| ۲۰۱۴ | تا وقتی جوانیم                       | آری      | آری     | آری       |                              |
| ۲۰۱۵ | دلبر آمریکا                          | آری      | آری     | آری       |                              |
| ۲۰۱۵ | دی پالما                             | آری      | نه      | آری       | مستند                        |
| ۲۰۱۷ | داستان‌های مایروویتز                  | آری      | آری     | آری       |                              |
| ۲۰۱۹ | داستان ازدواج                        | آری      | آری     | آری       |                              |
| ۲۰۲۲ | نویز سفید                            | آری      | آری     | آری       |                              |
| ۲۰۲۳ | باربی                                | نه       | آری     | نه        | نویسندگی مشترک با گرتا گرویگ |
| ۲۰۲۵ | جی کلی                               | آری      | آری     | آری       | [ ۵ ]                        |